# Pescara Calcio 1999-2000
Questa pagina raccoglie le informazioni riguardanti il Pescara Calcio nelle competizioni ufficiali della stagione 1999-2000.

## Stagione
Nella stagione 1999-2000 quella a cavallo del secolo, il Pescara disputa il campionato di Serie B, raccogliendo 47 punti con il tredicesimo posto finale. Il tecnico della stagione scorsa Luigi De Canio è passato ad allenare l'Udinese, ed a Pescara vi è il gradito ritorno di Giovanni Galeone, ma è una stagione difficile, il girone di andata si è concluso con 20 punti, con la squadra adriatica in terz'ultima posizione, poi nel girone di ritorno la compagine pescarese si è ripresa, ottenendo 27 punti, proprio quanto basta per raggiungere una sofferta salvezza, un paio di punti sopra la zona salvezza. Sono salite in Serie A Vicenza, Atalanta, Brescia e Napoli, mentre sono retrocesse in Serie C Cesena, Alzano, Savoia e Fermana. Miglior realizzatore stagionale del Pescara è stato Federico Giampaolo che ha firmato 12 reti in campionato. Nella Coppa Italia il Pescara viene inserito nel girone 7 di qualificazione, lo vince con 12 punti, eliminando Brescia, Reggiana e Juve Stabia, poi nel secondo turno è stato eliminato nel doppio confronto dal Venezia.

## Rosa
| N. |                    | Ruolo | Calciatore          |
| -- | ------------------ | ----- | ------------------- |
| 1  | Italia (bandiera)  | P     | Domenico Cecere     |
| 1  | Italia (bandiera)  | P     | Giuseppe Aprea      |
| 2  | Italia (bandiera)  | D     | Daniele Gregori     |
| 3  | Italia (bandiera)  | D     | Vincenzo Lambertini |
| 4  | Italia (bandiera)  | C     | Paolo Rachini       |
| 4  | Italia (bandiera)  | D     | Francesco D'Addazio |
| 5  | Italia (bandiera)  | D     | Espedito Chionna    |
| 6  | Italia (bandiera)  | C     | Davide Ruscitti     |
| 7  | Italia (bandiera)  | A     | Maurizio Rossi      |
| 8  | Italia (bandiera)  | C     | Michele Gelsi       |
| 9  | Italia (bandiera)  | A     | Giovanni Pisano     |
| 9  | Italia (bandiera)  | D     | Davide Mezzanotti   |
| 10 | Italia (bandiera)  | C     | Ivan Tisci          |
| 10 | Italia (bandiera)  | A     | Federico Giampaolo  |
| 11 | Italia (bandiera)  | A     | Frederic Massara    |
| 12 | Italia (bandiera)  | P     | Daniele Assogna     |
| 12 | Italia (bandiera)  | P     | Marco Ciaramellano  |
| 13 | Croazia (bandiera) | A     | Dragan Vukoja       |
| 14 | Italia (bandiera)  | C     | Salvatore Sullo     |
| 15 | Italia (bandiera)  | A     | Vincenzo Palumbo    |
| 16 | Italia (bandiera)  | D     | Ciro Caruso         |

| N. |                   | Ruolo | Calciatore                 |
| -- | ----------------- | ----- | -------------------------- |
| 17 | Italia (bandiera) | D     | Francesco Galeoto          |
| 18 | Italia (bandiera) | C     | Massimiliano Giacobbo      |
| 19 | Italia (bandiera) | C     | Luca Minopoli              |
| 20 | Italia (bandiera) | A     | Massimo Cicconi            |
| 20 | Italia (bandiera) | D     | Silvio Vittorio Giampietro |
| 21 | Italia (bandiera) | D     | Juriy Cannarsa             |
| 21 | Italia (bandiera) | C     | Daniele Croce              |
| 22 | Italia (bandiera) | P     | Paolo Bordoni              |
| 23 | Italia (bandiera) | C     | Giuliano Melosi            |
| 23 | Italia (bandiera) | P     | Adriano Bonaiuti           |
| 24 | Italia (bandiera) | D     | Michele Zanutta            |
| 25 | Italia (bandiera) | C     | Elio Di Toro               |
| 26 | Italia (bandiera) | C     | Michele Baldi              |
| 27 | Italia (bandiera) | C     | Nicola Zanini              |
| 28 | Italia (bandiera) | C     | Massimiliano Allegri       |
| 29 | Italia (bandiera) | A     | Antonio Mastracchio        |
| 30 | Italia (bandiera) | D     | Domenico D'Ambrosio        |
| 31 | Italia (bandiera) | A     | Andrea Tacconelli          |
| 32 | Italia (bandiera) | C     | Tiziano Mucciante          |
|    | Italia (bandiera) | A     | Pietro Di Vincenzo         |

## Risultati

### Serie B

#### Girone di andata
| Cesena 29 agosto 1999, ore 15:00 1ª giornata | Cesena           | 0 – 0 referto | Pescara | Stadio Dino Manuzzi (6081 spett.)\| Arbitro: \| Paparesta (Bari) \| |
| Arbitro:                                     | Paparesta (Bari) |               |         |                                                                     |

| Arbitro: | Bonfrisco (Monza) |

|                                |           |                |
| M. Rossi 34’ Vukoja 63’ (rig.) | Marcatori | 80’ F. Cossato |

| Arbitro: | Farina (Novi Ligure) |

|               |           |                                |
| Francioso 89’ | Marcatori | 48’ M. Rossi 85’ (rig.) Vukoja |

| Arbitro: | Fausti (Milano) |

|           |           |              |
| Baldi 58’ | Marcatori | 76’ D'Aversa |

| Arbitro: | Soffritti (Ferrara) |

|                                         |           |                 |
| Zanini 29’, 46’ Palumbo 58’ Allegri 76’ | Marcatori | 31’, 35’ Fanesi |

| Arbitro: | Rosetti (Torino) |

|                                  |           |               |
| Carrera 15’ Caccia 30’ Nappi 70’ | Marcatori | 90+4’ Palumbo |

| Arbitro: | Cassarà (Palermo) |

|                          |           |                              |
| M. Rossi 7’ Vukoja 45+1’ | Marcatori | 53’ L. Beghetto 55’ Ballarin |

| Arbitro: | Paparesta (Bari) |

|               |           |                    |
| Di Natale 82’ | Marcatori | 90+4’ F. Giampaolo |

| Arbitro: | Bertini (Arezzo) |

|              |           |                           |
| Giacobbo 52’ | Marcatori | 15’ Bonazzoli 82’ Cerbone |

| Arbitro: | Tombolini (Ancona) |

|             |           |             |
| Schwoch 27’ | Marcatori | 44’ Gregori |

| Arbitro: | Cassarà (Palermo) |

|  |           |             |
|  | Marcatori | 87’ Viviani |

| Arbitro: | Bolognino (Milano) |

|            |           |             |
| Annoni 58’ | Marcatori | 26’ Palumbo |

| Arbitro: | Pellegrino (Barcellona Pozzo di Gotto) |

|                            |           |                                      |
| Nocerino 33’ Fanucci 90+2’ | Marcatori | 26’ (aut.) Siroti 51’ (rig.) Allegri |

| Arbitro: | Strazzera (Trapani) |

|                  |           |                              |
| F. Giampaolo 64’ | Marcatori | 50’ Centofanti 52’ Vecchiola |

| Arbitro: | N. Ayroldi (Molfetta) |

|                        |           |           |
| Palmieri 22’ Sakić 65’ | Marcatori | 39’ Gelsi |

| Arbitro: | Serena (Bassano del Grappa) |

|                    |           |                                     |
| Gelsi 28’ M. Rossi | Marcatori | 31’ (rig.) Di Michele 81’ Vannucchi |

| Pistoia 6 gennaio 2000, ore 15:00 17ª giornata | Pistoiese           | 0 – 0 referto | Pescara | Stadio Comunale di Pistoia (3429 spett.)\| Arbitro: \| Castellani (Verona) \| |
| Arbitro:                                       | Castellani (Verona) |               |         |                                                                               |

| Pescara 9 gennaio 2000, ore 15:00 18ª giornata | Pescara                      | 0 – 0 referto | Alzano Virescit | Stadio Adriatico (5086 spett.)\| Arbitro: \| Zaltron (Bassano del Grappa) \| |
| Arbitro:                                       | Zaltron (Bassano del Grappa) |               |                 |                                                                              |

| Monza 16 gennaio 2000, ore 15:00 19ª giornata | Monza            | 0 – 0 referto | Pescara | Stadio Brianteo (1335 spett.)\| Arbitro: \| Branzoni (Pavia) \| |
| Arbitro:                                      | Branzoni (Pavia) |               |         |                                                                 |

#### Girone di ritorno
| Arbitro: | Pirrone (Messina) |

|                                       |           |  |
| Palumbo 53’, 84’ Zanini 57’ Sullo 81’ | Marcatori |  |

| Arbitro: | Soffritti (Ferrara) |

|               |           |             |
| Marazzina 65’ | Marcatori | 20’ Palumbo |

| Arbitro: | Zaltron (Bassano del Grappa) |

|                                              |           |               |
| Vukoja 19’ F. Giampaolo 45’ (rig.) Sullo 72’ | Marcatori | 35’ Francioso |

| Arbitro: | Bonfrisco (Monza) |

|                  |           |           |
| De Francesco 56’ | Marcatori | 36’ Sullo |

| Arbitro: | Pirrone (Messina) |

|  |           |                                 |
|  | Marcatori | 7’, 85’ F. Giampaolo 64’ Vukoja |

| Arbitro: | Serena (Bassano del Grappa) |

|  |           |               |
|  | Marcatori | 36’ D. Zenoni |

| Arbitro: | Bazzoli (Merano) |

|                                  |           |                              |
| L. Beghetto 17’ Pizzi 85’ (rig.) | Marcatori | 18’ F. Giampaolo 80’ Palumbo |

| Arbitro: | Bertini (Arezzo) |

|                                         |           |             |
| F. Giampaolo 27’, 81’, 91’ Vukoja 45+2’ | Marcatori | 47’ Saudati |

| Arbitro: | Branzoni (Pavia) |

|                                                          |           |                  |
| Bonazzoli 28’, 35’ Hübner 48’, 67’ Mezzanotti 63’ (aut.) | Marcatori | 12’ F. Giampaolo |

| Arbitro: | Pellegrino (Barcellona Pozzo di Gotto) |

|             |           |             |
| Allegri 72’ | Marcatori | 50’ Schwoch |

| Arbitro: | Bazzoli (Merano) |

|                              |           |                  |
| Luiso 31’, 43’ Comandini 36’ | Marcatori | 55’ (rig.) Gelsi |

| Arbitro: | Pin (Conegliano) |

|            |           |            |
| Zanini 31’ | Marcatori | 29’ Fabris |

| Arbitro: | Branzoni (Pavia) |

|                                       |           |                |
| M. Rossi 7’ Zanini 17’, 82’ Gelsi 52’ | Marcatori | 79’ Kanyengele |

| Arbitro: | Massimiliano Saccani (Mantova) |

|                        |           |              |
| Romeu 6’ Dell'Anno 79’ | Marcatori | 35’ M. Rossi |

| Arbitro: | Farina (Novi Ligure) |

|                                       |           |  |
| M. Rossi 12’, 37’ Gelsi 43’ Sullo 83’ | Marcatori |  |

| Arbitro: | Pirrone (Messina) |

|                                                           |           |                                  |
| Gia. Tedesco 17’ Di Michele 36’ (rig.), 70’ De Cesare 41’ | Marcatori | 58’ Sullo 78’ Gelsi 86’ M. Rossi |

| Arbitro: | Treossi (Forlì) |

|                    |           |  |
| Allegri 43’ (rig.) | Marcatori |  |

| Arbitro: | Guiducci (Arezzo) |

|                                                     |           |                                 |
| G. Ferrari 5’ Florijančič 23’ Barone 69’ Grossi 85’ | Marcatori | 8’ Zanini 90’ (rig.) Tacconelli |

| Arbitro: | Gabriele (Frosinone) |

|                                         |           |                                  |
| F. Giampaolo 11’, 18’ Zanini 22’ (rig.) | Marcatori | 20’, 37’ Ambrosi 65’ Lantignotti |

### Coppa Italia

#### Turno preliminare - Girone 7
| Arbitro: | Castellani (Verona) |

|                                                                   |           |                        |
| Ruscitti 13’ Sullo 16’ Vukoja 67’, 72’ (82) Massara 77’ Baldi 80’ | Marcatori | 9’ Minetti 50’ Morello |

| Arbitro: | Trentalange (Torino) |

|                                |           |            |
| A. Filippini 33’ Cerbone 90+1’ | Marcatori | 4’ Palumbo |

| Arbitro: | Cassarà (Palermo) |

|  |           |              |
|  | Marcatori | 41’ M. Rossi |

| Arbitro: | Rodomonti (Teramo) |

|                                         |           |                    |
| Pisano 41’, 84’ Massara 43’ Palumbo 67’ | Marcatori | 49’, 54’ Di Nicola |

| Arbitro: | Zaltron (Bassano del Grappa) |

|              |           |  |
| Adeshina 52’ | Marcatori |  |

| Arbitro: | De Santis (Tivoli) |

|                                            |           |                             |
| Sullo 16’ Gelsi 21’ Massara 71’ Zanini 91’ | Marcatori | 23’ Raducioiu 71’ Bonazzoli |

#### Secondo turno
| Pescara 13 ottobre 1999 Andata | Pescara                                 | 0 – 0 referto | Venezia | Stadio Adriatico (7000 spett.)\| Arbitri: \| Trentalange (Torino) Tombolini (Ancona) \| |
| Arbitri:                       | Trentalange (Torino) Tombolini (Ancona) |               |         |                                                                                         |

| Arbitri: | Farina (Novi Ligure) Serena |

|            |           |  |
| Nanami 49’ | Marcatori |  |

## Statistiche

### Statistiche di squadra
| Competizione | Punti         | In casa | In casa | In casa | In casa | In casa | In casa | In trasferta | In trasferta | In trasferta | In trasferta | In trasferta | In trasferta | Totale | Totale | Totale | Totale | Totale | Totale | DR  |
| Competizione | Punti         | G       | V       | N       | P       | Gf      | Gs      | G            | V            | N            | P            | Gf           | Gs           | G      | V      | N      | P      | Gf     | Gs     | DR  |
| ------------ | ------------- | ------- | ------- | ------- | ------- | ------- | ------- | ------------ | ------------ | ------------ | ------------ | ------------ | ------------ | ------ | ------ | ------ | ------ | ------ | ------ | --- |
| Serie B      | 47            | 19      | 8       | 7       | 4       | 38      | 22      | 19           | 2            | 10           | 7            | 24           | 33           | 38     | 10     | 17     | 11     | 62     | 55     | +7  |
| Coppa Italia | Secondo Turno | 4       | 3       | 1       | 0       | 16      | 6       | 4            | 1            | 0            | 3            | 2            | 4            | 8      | 4      | 1      | 3      | 18     | 10     | +8  |
| Totale       | 47            | 23      | 11      | 8       | 4       | 54      | 28      | 23           | 3            | 10           | 10           | 26           | 37           | 46     | 14     | 18     | 14     | 80     | 65     | +15 |

### Andamento in campionato
| Giornata  | 1  | 2 | 3 | 4 | 5 | 6 | 7 | 8 | 9 | 10 | 11 | 12 | 13 | 14 | 15 | 16 | 17 | 18 | 19 | 20 | 21 | 22 | 23 | 24 | 25 | 26 | 27 | 28 | 29 | 30 | 31 | 32 | 33 | 34 | 35 | 36 | 37 | 38 |
| --------- | -- | - | - | - | - | - | - | - | - | -- | -- | -- | -- | -- | -- | -- | -- | -- | -- | -- | -- | -- | -- | -- | -- | -- | -- | -- | -- | -- | -- | -- | -- | -- | -- | -- | -- | -- |
| Luogo     | T  | C | T | C | C | T | C | T | C | T  | C  | T  | T  | C  | T  | C  | T  | C  | T  | C  | T  | C  | T  | T  | C  | T  | C  | T  | C  | T  | C  | C  | T  | C  | T  | C  | T  | C  |
| Risultato | V  | V | V | N | V | P | N | N | P | N  | P  | N  | N  | P  | P  | N  | N  | N  | N  | V  | N  | V  | N  | V  | P  | N  | V  | P  | N  | P  | N  | V  | P  | V  | P  | V  | P  | N  |
| Posizione | 13 | 4 | 2 | 4 | 3 | 3 | 5 | 5 | 7 | 8  | 10 | 9  | 10 | 13 | 16 | 16 | 16 | 17 | 16 | 14 | 15 | 13 | 13 | 10 | 13 | 13 | 11 | 13 | 13 | 14 | 14 | 10 | 14 | 10 | 12 | 11 | 13 | 13 |

Fonte:  Serie B, su calcio.com.
Legenda:

Luogo: C = Casa; T = Trasferta. Risultato: V = Vittoria; N = Pareggio; P = Sconfitta.